# حمله ارتش سرخ به گرجستان
حمله ارتش سرخ به گرجستان، جنگ شوروی و گرجستان، تهاجم شوروی به گرجستان یا عملیات تفلیس، یک لشکرکشی نظامی بود که توسط ارتش سرخ شوروی و با هدف سرنگونی دولت سوسیال دموکرات (منشویک‌ها) جمهوری دموکراتیک گرجستان و استقرار رژیم بلشویک (حزب کمونیست گرجستان) آغاز شد. جمهوری سوسیالیستی فدراتیو روسیه شوروی با چشم‌انداز و سیاست توسعه‌طلبانه در نظر داشت که قدرت سیاسی سرزمین‌هایی را که تا پیش از حوادث آشفته جنگ جهانی اول بخشی از امپراتوری روسیه سابق بودند تصاحب کند؛ از سوی دیگر، بلشویک‌های گرجی مستقر در روسیه که می‌دانستند بدون حمایت خارجی قادر نیستند قدرت را در گرجستان در اختیار بگیرند، با تلاش‌های انقلابی سعی در ساقط‌سازی دولت جمهوری دموکراتیک گرجستان داشتند.
استقلال گرجستان در معاهده مسکو که در ۷ مه ۱۹۲۰ امضاء شد، توسط روسیه به رسمیت شناخته‌شد؛ گویا تهاجم بعدی به این کشور مورد توافق مطلق مسکو نبود. و تا حد بسیاری توسط ژوزف استالین و گریگوری ارژنیکیدزه که دو مقام گرجی‌تبار بودند طراحی شده‌بود؛ آن‌ها در ۱۴ فوریه ۱۹۲۱ توانستند به بهانه حمایت از «شورش کارگران و کشاورزان» در آن کشور، موافقت رهبر روسیه ولادیمیر لنین را برای پیشروی به‌سمت گرجستان دریافت کنند. نیروهای روسیه پس از نبردهای سنگین، تفلیس، پایتخت گرجستان را تصرف کردند و متعاقب آن در ۲۵ فوریه ۱۹۲۱ تأسیس جمهوری سوسیالیستی گرجستان شوروی را اعلام نمودند. پس از تصاحب پایتخت، الباقی کشور ظرف مدت سه هفته اشغال گشت و در سپتامبر ۱۹۲۴ حاکمیت شوروی در گرجستان تثبیت شد. اشغال همزمان تقریباً بخش بزرگی از جنوب غربی گرجستان توسط ترکیه (فوریه –مارس ۱۹۲۱) به بحرانی بین مسکو و آنکارا تبدیل گشت و منجر به واگذاری امتیازات ارضی قابل توجهی از سوی شوروی به دولت ملی ترکیه در معاهده قارص شد.

## یادداشت
1. ↑  گرجی: რუსეთ-საქართველოს ომი; ruset-sakartvelos omi
روسی: сове́тская оккупа́ция Гру́зии; sovétskaya okkupátsiya Grúzii